# Tornades d'Ottawa et de Gatineau en 2018
Les tornades d'Ottawa et de Gatineau en 2018 se sont produites le vendredi 21 septembre 2018. À cette occasion, trois fortes tornades ont frappé la Région de la capitale nationale du Canada. La première a débuté dans la communauté rurale de Dunrobin, à l'ouest d'Ottawa et s'est déplacée le long d'un corridor de 38 kilomètres de longueur jusqu'au quartier de Mont-Bleu dans le secteur Hull de la ville de Gatineau. Le lendemain, la tornade fut classifiée de catégorie EF-3 sur l'échelle de Fujita améliorée avec des vents violents atteignant jusqu'à 265 km/h,. La seconde a affecté Arlington Woods, quartier d'Ottawa après fusion en 2001, où les vents ont atteint 220 km/h, soit une EF-2, brisant des arbres, des poteaux électriques et des portions de bâtiments,. La troisième de force EF1 s'est produite entre Calabogie et White Lake dans le comté de Renfrew. À ces tornades, il faut en ajouter trois autres de faible intensité qui se sont produites plus au nord.
Il y a eu une trentaine de blessés mais aucun mort avec les tornades. Plus de 200 000 personnes dans la région se sont retrouvées sans électricité. Plus de 200 immeubles ont été endommagés sévèrement.
Le Service météorologique du Canada classa ces tornades comme l'un des dix événements météorologiques les plus marquants au Canada en 2018.

## Évolution météorologique
Le 20 septembre, veille des événements, un front chaud a apporté une masse d'air chaud et instable sur les Grands Lacs. Des orages violents ont causé des dommages assez étendus par des rafales descendantes, soufflant jusqu'à 160 km/h, et des tornades du centre sud du Minnesota vers le centre du Wisconsin, ainsi que des dommages épars ailleurs dans le Midwest,. Le Minnesota rapporta à lui seul 25 tornades, le troisième plus important total des annales de l'État en un jour, deux des tornades atteignant même l'intensité EF2. L'une fit de lourds dommages et détruisit plusieurs maisons à Morristown alors que l'autre endommagea l'aéroport de Faribault. Les autres tornades furent rapportées dans l'Iowa et l'Ohio,.
Le Storm Prediction Center américain, ainsi que les centres de prévision de l'Ontario et du Québec, ont prévu que la masse d'air atteindrait l'Outaouais le lendemain, donnant une probabilité d'orages violents pour le 21 septembre. Le matin des événements, la prévision devenait plus catégorique et indiquait une probabilité de tornade alors  qu'un front froid devait traverser la région.
Vers 14 h 22 le 21 septembre, Environnement Canada a donc émis une veille de tornade pour Ottawa et Gatineau. Elle fut suivie d'une alerte vers 16 h . Un premier orage violent a d'abord produit une rafale descendante à Calabogie, comté de Renfrew, vers 16 h 15. Une tornade de force EF1, avec des vents évalués jusqu'à 175 km/h, s'est ensuite développée avec l'orage et a frappé de Calabogie (45° 16′ 20″ N, 76° 51′ 32″ O) jusqu'à White Lake (45° 18′ 36″ N, 76° 31′ 12″ O).

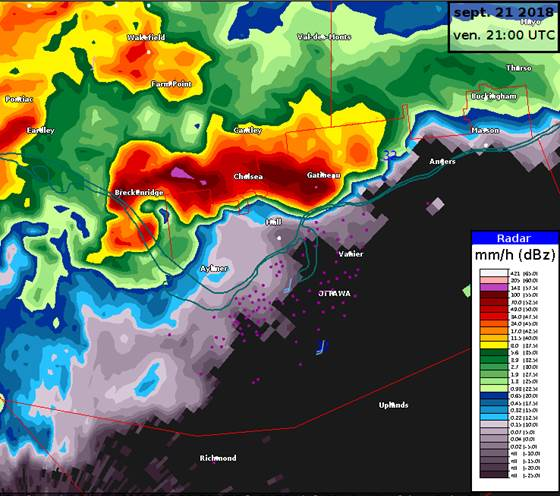
Image des échos radar sur un CAPPI 1.5 km à le 21 septembre 2018 à Gatineau. L'écho en crochet est clairement visible sur la gauche de la cellule orageuse.

Vers 16 h 40, une seconde tornade s'abattit sur la banlieue de Dunrobin (45° 18′ N, 75° 55′ O) à l'ouest d'Ottawa. La majorité des maisons qui se trouvaient dans ce secteur furent extrêmement endommagées Vers 17 h 22, la tornade atteignit le quartier de Mont-Bleu (45° 29′ 00″ N, 75° 39′ 00″ O) en détruisant tout sur son passage avec des rafales de vent de 230 km/h. Elle continua sa course sur le boulevard Saint-Joseph, à la hauteur des concessionnaires automobiles mais commença à se dissiper près du boulevard de la Savane, dans le secteur Gatineau. Ce n'est pas avant le lendemain de la catastrophe que les experts météorologues qualifièrent la tornade de Dunrobin et de Gatineau de force EF3,.
Peu après que la seconde tornade se soit dissipée, une troisième a frappé vers 18 h la route commémorative des anciens combattants. Elle est passée ensuite à travers la forêt et atteint le quartier fortement peuplé d'Arlington Woods (45° 19′ 23″ N, 75° 47′ 10″ O), un secteur résidentiel au sud d'Ottawa. La tornade a éventré des maisons et causé d'importants dégâts dans les rues fortement boisées. De grands pins furent sectionnés et lancés vers les maisons et les véhicules. Les fenêtres volèrent en éclats et les toits furent soufflés, particulièrement dans le secteur de Parkland Crescent. La tornade a arraché le toit de l'église méthodiste d'Arlington Woods, puis a renversé des véhicules et brisé des lignes électriques alors qu'elle traversait le chemin Greenbank avant de s’essouffler un peu plus loin. La tornade reçu une cote de EF2,.
Durant la même période, trois autres tornades de puissance EF-1 furent répertoriées sur le territoire québécois par l'enquête subséquente, touchant les secteurs de Val-des-Bois (MRC Papineau 45° 55′ N, 75° 36′ O), du réservoir Baskatong (région de Mont-Laurier 46° 48′ 05″ N, 75° 50′ 01″ O) et d'un endroit boisé au nord d'Otter Lake (MRC Pontiac45° 51′ 00″ N, 76° 26′ 00″ O).

## Impacts
Dans tout l'Outaouais, il y eut plus de 53 000 coupures d'électricité, laissant plus de 200 000 personnes sans courant, et plus d'un millier de personnes furent sinistrées,. Plus 300 maisons furent endommagées dans la région d'Ottawa-Gatineau par la tornade EF-3 qui a parcouru une distance 38 km,. Seulement à Gatineau, 215 bâtiments furent touchés, totalisant 1 686 logements. Cette tornade et les 5 autres ont soufflé les toits et les murs, coupé de nombreux arbres, renversé des véhicules.
Les pertes de courant furent causées par le bris aux poteaux transportant l'électricité et par la mise hors-circuit d'un poste électrique dans la banlieue ouest d'Ottawa. En effet, le poste de Merivale se trouvait près du corridor de la tornade EF-2 d'Arlington Woods et fut touché par des débris. Ce n'est qu'après deux jours que le courant a pu être remis en partie après des réparations sommaires. Des coupures partielles étaient prévues durant un certain temps, allant jusqu'à quelques mois, pour  remettre la station et les installations de transport en ordre de fonctionnement normal. 
Près d'une minute après le passage de la tornade, un éclair frappa l'école secondaire Mont-Bleu, provoquant par la suite un grave incendie,. En raison de cet incendie, les 1 500 élèves de l'école secondaire Mont-Bleu furent relocalisés dans d'autres établissements pendant environ quatre à six mois.
Le 26 septembre, le maire d'Ottawa Jim Watson, a estimé que 30 maisons devaient être démolies à Dunrobin et que 55 autres étaient jugées dangereuses à Nepean et Ottawa-Sud. À Gatineau, au moins 50 maisons et un édifice à logements durent être rasés, laissant 600 personnes sur le pavé.

## Aide et reconstruction
La Société canadienne de la Croix-Rouge coordonna les efforts des secours d’urgence et offrit de l’aide aux personnes des secteurs touchés des deux côtés de la rivière des Outaouais. Le président et chef de la direction a rapporté que 1 500 sinistrés du Québec et de l'Ontario se sont inscrits auprès de l'organisme pour obtenir de l'aide et que 600 furent hébergés, principalement des résidents de Gatineau.
Des citoyens ont décidé d'organiser une multitude d'initiatives pour générer des dons pour les offrir aux citoyens touchés par l'événement.Un organisme à but non lucratif de distribution alimentaire a ouvert un local temporaire à Gatineau pour venir en aide aux gens sinistrés et des bénévoles se sont relayés durant plusieurs heures dimanche le 23 septembre pour préparer des repas. La Ville de Gatineau a annoncé la mise sur pied d'un local pour recevoir les dons d'aliments non périssables et de produits pour bébés au centre commercial Galeries de Hull. À Dunrobin, où 53 bâtiments furent détruits, environ 80 bénévoles aidèrent les pompiers à barricader les fenêtres et les portes dans les zones les plus touchées. 
Le gouvernement du Québec a annoncé une aide immédiate d'un million de dollars dès le lendemain des événements. Elle devait être  versée à la Croix-Rouge afin d'aider les sinistrés qui ne pourraient pas regagner immédiatement leur résidence. Le premier ministre québécois et les trois autres chefs des partis d'opposition se sont rendus à Gatineau, interrompant leur agenda durant la campagne électorale en cours, pour visiter les sinistrés.
Selon l'Accord d'aide financière en cas de catastrophe (AAFCC) du gouvernement fédéral canadien, ce dernier pourrait d'octroyer une première tranche de quelque 25 millions de dollars au Québec et l'Ontario recevrait 43 millions de dollars canadiens pour venir en aide aux sinistrés et reconstruire les infrastructures endommagées. Cependant, trois jours après les événements, le ministre de la Sécurité publique et de la Protection civile, Ralph Goodale, n'était pas en mesure de dire si l'accord était applicable. Le gouvernement fédéral a cependant fourni des services de géocartographie aux gouvernements du Québec et de l'Ontario.
Deux semaines après les événements, certains sinistrés avaient pu regagner les maisons moins touchées mais les réparations temporaires les faisaient craindre des problèmes d'infiltration d'eau et de neige avec la saison froide. Selon la Croix-Rouge, la plupart familles étaient toujours en attente d'un logement, demeurant soit au Centre communautaire, soit dans des motels ou chez des parents ou amis . L'organisme annonça également qu'elle distribuerait 2,3 millions de dollars en aide aux sinistrés non assurés qui s'éleveraient à 600 $ pour les familles de trois personnes ou moins et 800 $ pour les familles plus nombreuses.